# 국립 둥화 대학

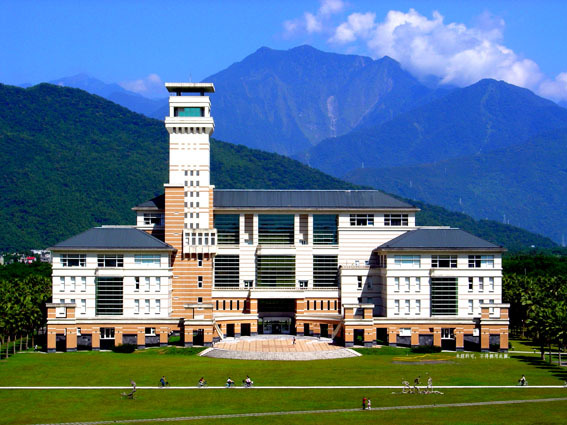
국립둥화대학도서관

국립 둥화 대학(중국어 정체자: 國立東華大學, 영어: National Dong Hwa University, NDHU)은 타이완 화롄현에 있는 국립 연구 대학이다. 1994년에 설립된 NDHU는 과학, 공학, 컴퓨터 과학, 환경 연구 등 다양한 분야를 제공하는 THE, QS에 의해 대만 동부에서 가장 유명한 대학이자 잠재력이 높은 연구 대학으로 널리 알려져 있다. 법학, 예술, 디자인, 인문학, 사회 과학, 교육 과학, 해양 과학, 음악 및 비즈니스.
NDHU는 자유로운 분위기와 엄격한 학업으로 유명하다. 8개 대학, 38개 학과, 56개 대학원으로 구성되어 약 10,000명의 학부 및 대학원생과 1,000명 이상의 유학생이 학위를 취득하고 교환 프로그램에 참여하고 있다. NDHU 도서관은 2백만 권 이상의 책을 보유하고 있으며 대만에서 8 번째로 큰 학술 도서관이다. 대학의 메인 캠퍼스는 화롄현 북부의 Shoufeng에 있다. 251헥타르(620에이커)의 면적을 아우르는 메인 캠퍼스에는 국립 해양 생물학 및 수족관에 공동으로 설립된 해양 과학 대학을 제외한 거의 모든 대학 및 연구 기관이 있다.
2020년 NDHU는 타임스 고등교육 세계 대학 랭킹, QS 세계 대학 랭킹, U.S. 뉴스 & 월드 리포트 등에서 대만에서 상위 10% 대학교로 평가받았다. 이 대학은 대만에서 컴퓨터 과학, 전자 공학, 원주민 연구, 관광 경영 분야에서 선도적인 역할을 하고 있다..

## 캠퍼스

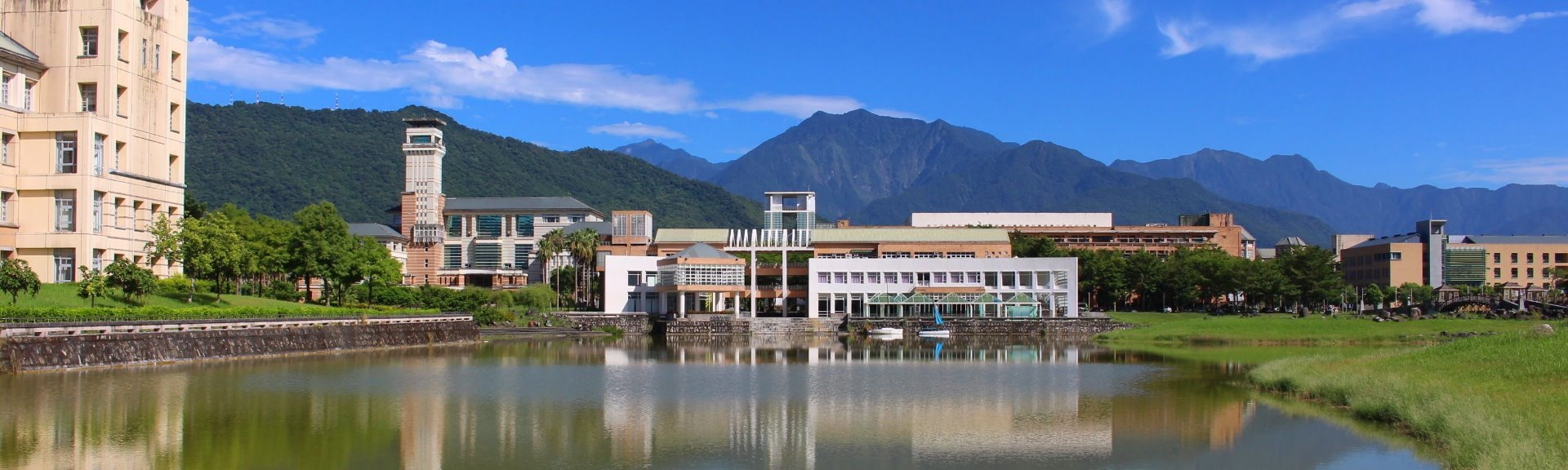
국립 동화 대학교 캠퍼스

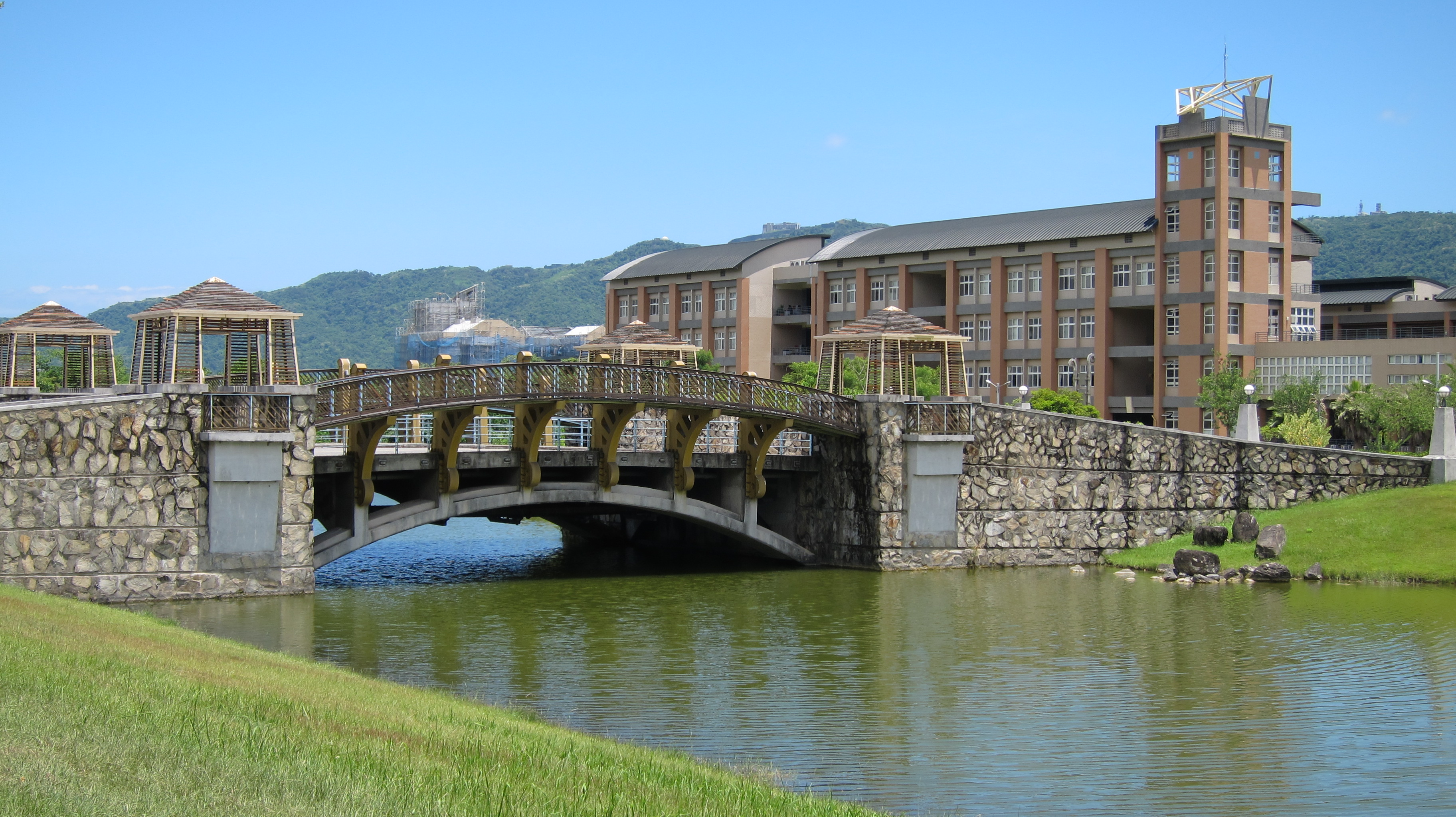
국립 동화 대학교 동후 대교

- 학교본부: 화롄 현 서우펑 향
- 미윤(美崙)캠퍼스: 화롄 현 화롄 시
- 핑둥(屛東)캠퍼스: 핑둥 현 처청 향

## 교원

### 역대 교장
| 대    | 이름           | 임기                |
| ----- | -------------- | ------------------- |
| 초대  | 모종찬(牟宗燦) | 1994년7월-2001년8월 |
| 제2대 | 황문수(黃文樞) | 2001년8월-2012년1월 |
| 제3대 | 오무곤(吳茂昆) | 2012년1월-          |

## 학원

### 이과공과대학 (理工學院)
- 응용수학과 (應用數學科)
- 물리학과 (物理學科)
- 생명과학과 (生命科學科)
- 화학과 (化學科)
- 컴퓨터공학과 (컴퓨터工學科)
- 재료과학공학고 (材料科學工學科)
- 전기공학과 (電機工學科)
- 광전자공학과 (光電子工學科)
- 나노기술연구센터 (나노技術硏究센터)

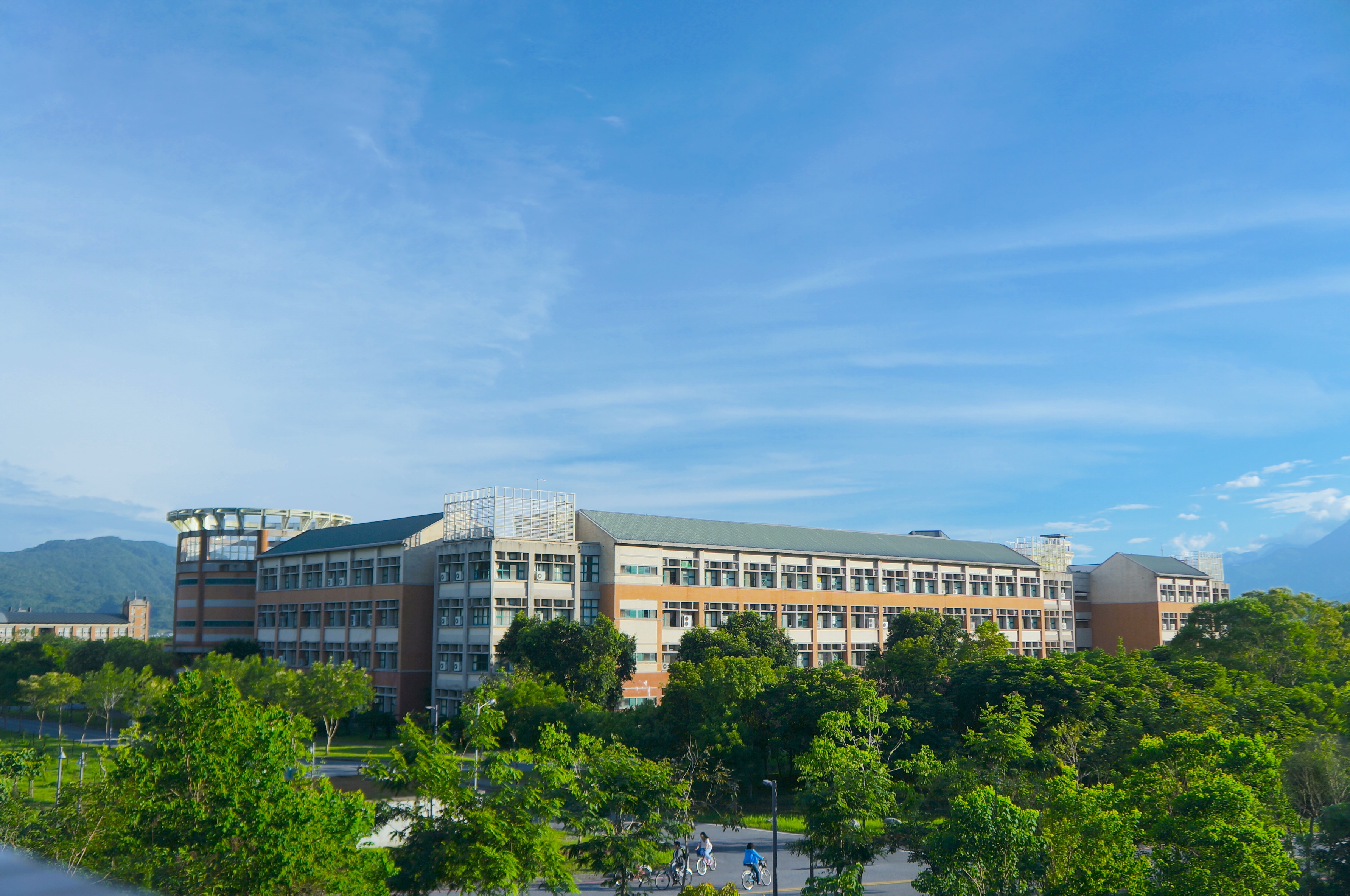
국립둥화대학 이과공과대학

- 인터넷구름컴퓨터안내센터 (인터넷구름컴퓨터案內센터)
- 에너지기술연구센터 (에너지技術硏究센터)

### 상학대학 (管理學院)

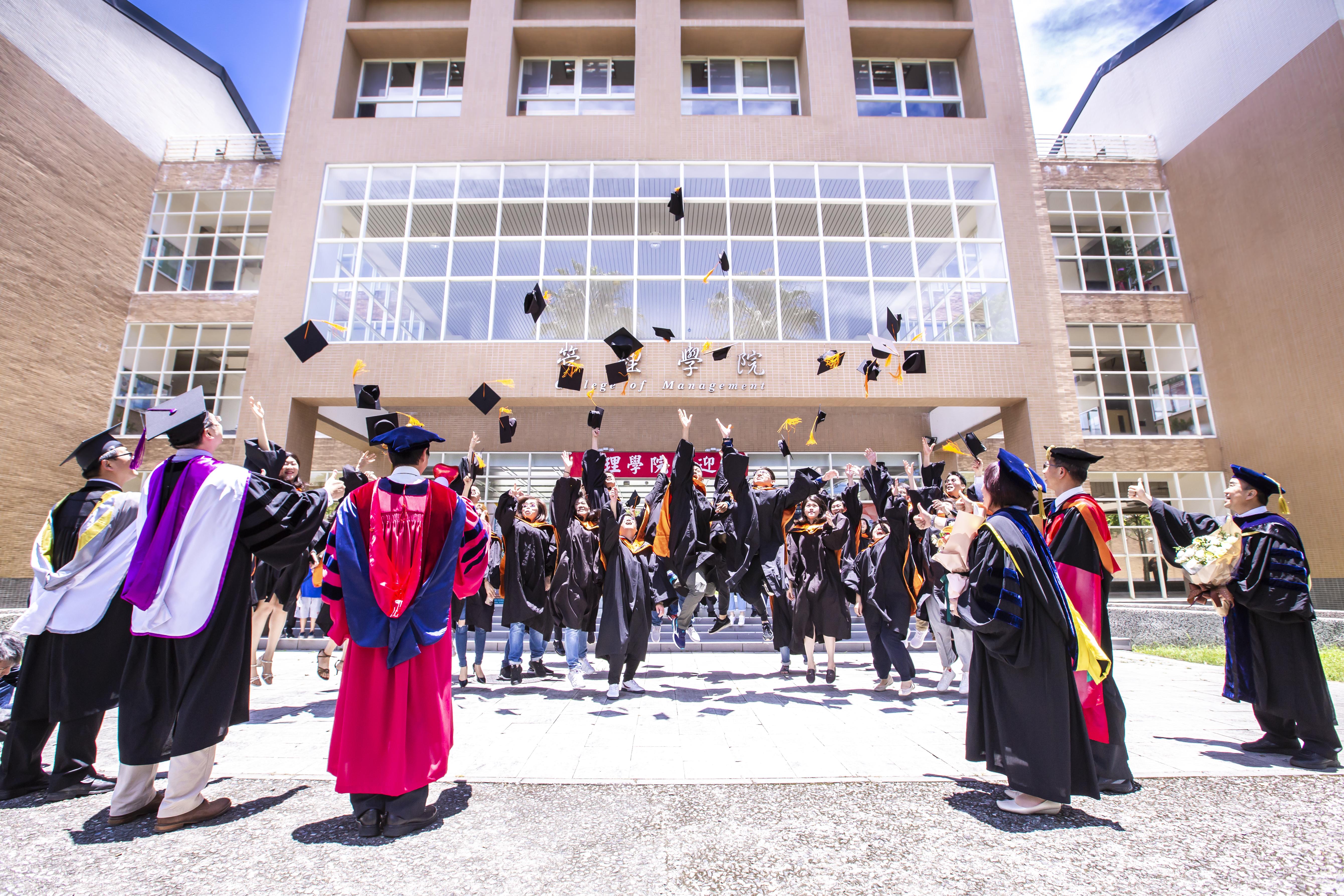
국립둥화대학 상학대학

- 경영기술 와 재무금융국제학사학위과 (經營技術 와 財務金融國際學士學位科)
- 회사경영학과 (會社經營學科)
- 국제회사경영학과 (國際會社經營學科)
- 회계학과 (會計學科)
- 정보기술경영학과 (情報技術經營學科)
- 재무금융학과 (財務金融科)
- 관광레저학과 (觀光레저學科)
- 물류경영대학원 (運籌管理研究所)
- 대만동부산업연구센터 (臺灣東部産業硏究센터)
- 회사자원계획센터 (會社資源規劃센터)

### 인문사회과대학 (人文社會科學學院)
- 법률학사학위과 (法律學士學位科)

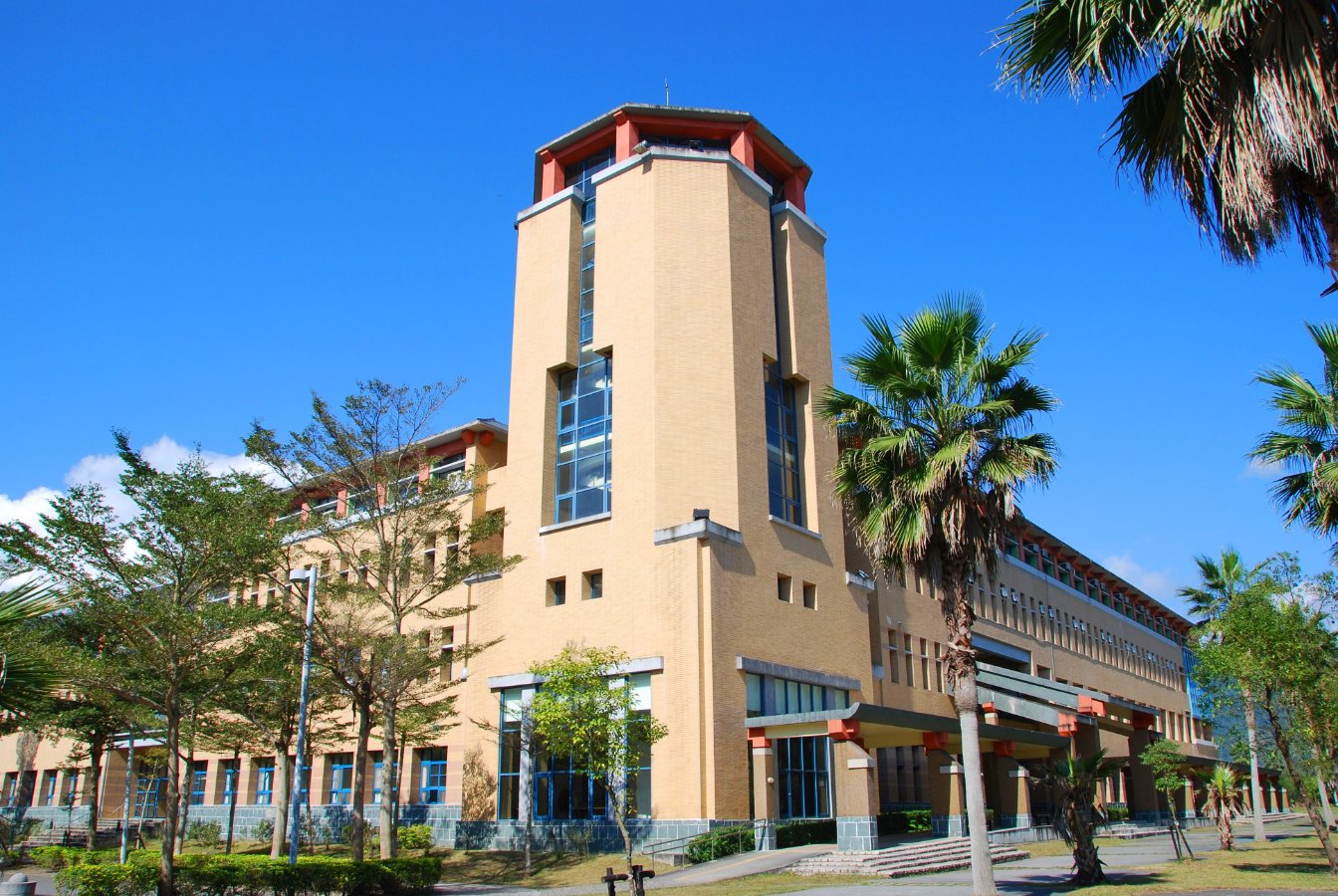
국립둥화대학 인문사회과대학

- 상담 및 임상심리학과 (相談 및 臨床心理學科)
- 중어문학과 (中語文學科)
- 중어중문학과 (中語中文學科)
- 영어영문학과 (英語英文學科)
- 대만문화학과 (臺灣文化學科)
- 사회학과 (社會學科)
- 행정경영학과 (行政經營學科)
- 역사학과 (歷史學科)
- 경제학과 (經濟學科)
- 디지털문화센터 (디지털文化센터)
- 서예문화센터 (書藝文化센터)
- 하카문화센터 (하카文化센터)
- 중국연구센터 (中國硏究센터)
- 인간문화연구센터 (人間文化硏究센터)
- 베트남연구센터 (베트남硏究센터)
- EU연구센터 (EU硏究센터)
- 문화혁신 및 사회실천연구센터 (文化革新 및 社會實踐硏究센터)
- 인간역사과학연구센터 (人間歷史科學硏究센터)

### 원주민민족대학 (原住民民族學院)
- 족사회복지학과 (民族社會福祉學科)

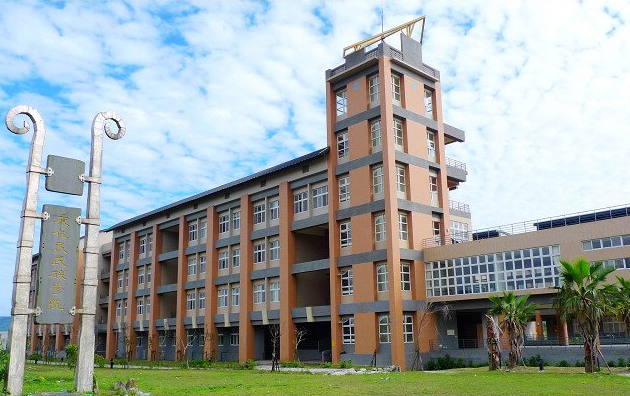
국립둥화대학 원주민민족대학

- 민족관계 및 문화학과 (民族關係 및 文化學科)
- 민족언어방송학과 (民族言語放送學科)
- 원주민개발센터 (原住民開發센터)
- 원주민문화방송센터 (原住民文化放送센터)
- 원주민국제사무센터 (原住民國際事務센터)
- 원주민학생자원센터 (原住民學生資源센터)

### 교육대학 (敎育學院)
- 교육과정설계학과 (敎育課程設計學科)
- 교육행정학과 (敎育行政學科)
- 특별교육학과 (特別敎育學科)
- 스포츠운동과학과 (스포츠運動科學科)
- 유아교육학과 (幼兒敎育學科)
- 과학교육센터 (科學敎育센터)
- 특별교육센터 (特別敎育센터)
- 멀티교육센터 (멀티敎育센터)
- 교원전문개발평가센터 (敎員專門開發評格센터)
- 원주민교육센터 (原住民敎育센터)

### 예술대학 (藝術學院)

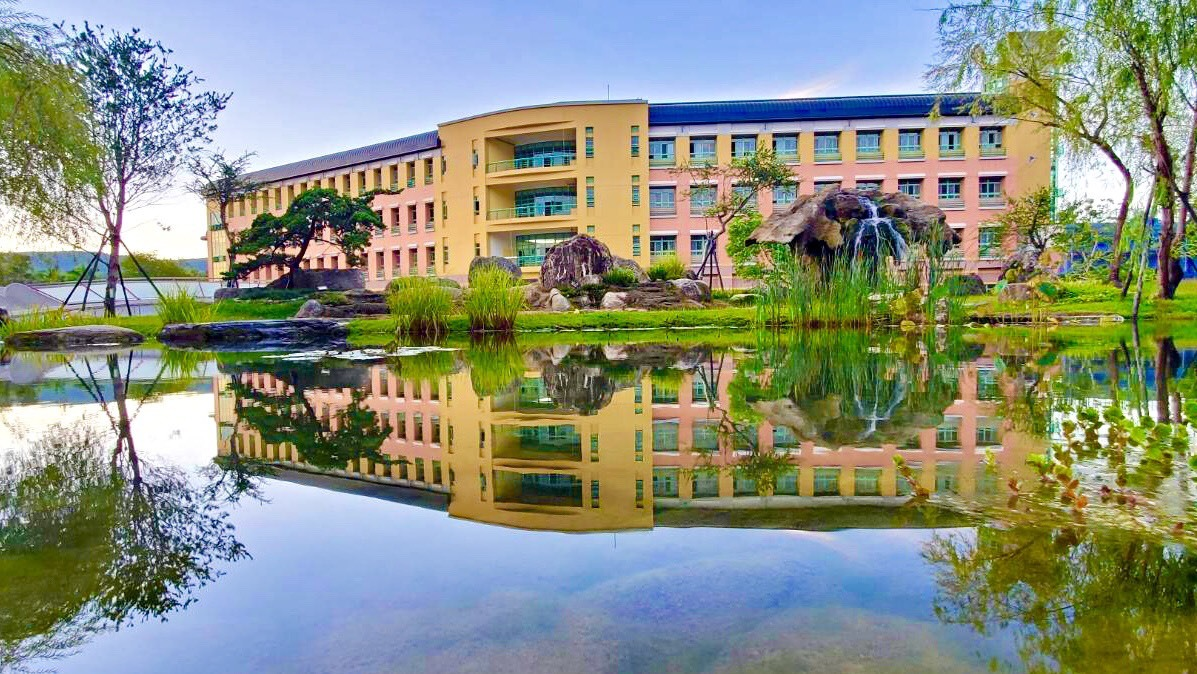
국립동화대학교 미술대학

- 예술디자인학과 (藝術디자인學科)
- 예술창작학과 (藝術創作學科)
- 음악학과 (音樂學科)
- 동부공예지원센터 (東部工藝支援센터)
- 공공예술센터 (公共藝術센터)
- 예술공간센터 (藝術空間센터)

### 환경해양대학 (環境學院)

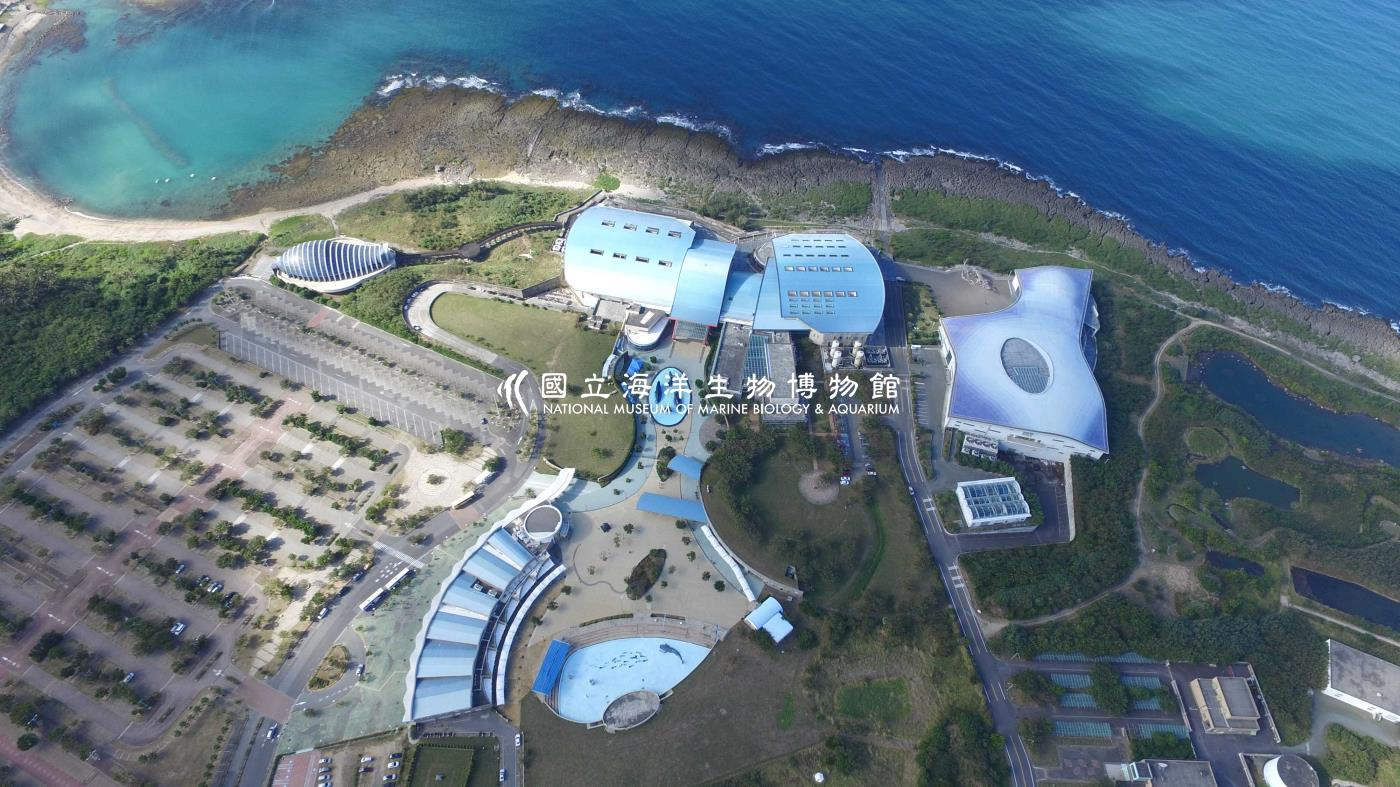
해양생물학대학원은 국립해양생물박물관 및 수족관을 기반으로 하고 있다.

- 인문환경학사학위과 (人文環境學士學位科)
- 천연자원환경학과 (天然資源環境學科)
- 해양생물학대학원연구소 (海洋生物研究所)
- 재해방지연구센터 (災害防止硏究센터)
- 캠퍼스환경센터 (캠퍼스環境센터)
- 환경교육센터 (環境敎育센터)
- 동부지진환경센터 (東部地震硏究센터)

## 함께기구

### 현재
- 국립동화대학실험초등학교 (國立東華大學實驗初等學校)
- 중소회사창립지원센터 (中小會社創立支援센터)
- 생물기술지원센터 (生物技術支援센터)

### 미래
- 국립동화대학화롄고등학교 (國立東華大學花蓮高等學校)[10]
- 국립동화대학화롄여자고등학교 (國立東華大學花蓮女子高等學校)
- 국립동화대학율리고등학교 (國立東華大學玉里高等學校)